# Mark Teixeira
Mark Charles Teixeira (Annapolis, Maryland, 11 de abril de 1980) es un exbeisbolista estadounidense, durante su carrera jugó para los Texas Rangers, Atlanta Braves, Anaheim Angels y los New York Yankees, su posición habitual fue primera base.

## Trayectoria
Inició su carrera profesional con Texas Rangers en el año 2003, participando en 143 juegos con un porcentaje de bateo de .457 y 100 cuadrangulares. Con esta franquicia, en su faceta a la defensiva como campo corto, obtuvo dos Guantes de Oro en las temporadas de 2005 y 2006. A partir de 2007 pasó a formar parte de Atlanta Braves, y una fracción de 2008 participó con el equipo Los Angeles Angels of Anaheim. 
El año 2009 firmó para New York Yankees, logrando en temporada regular el primer lugar con el mayor monto de home runs (39) y carreras impulsadas (122), además logró el Silver Slugger Award y otro Guante de Oro. Asimismo, conquistó junto a su equipo la Serie Mundial de ese año
Después de su temporada de campeón, muchas lesiones lo llevarían a estar ausente por la mayor parte de los juegos de sus siguientes temporadas. Conseguiría ganar el Guante de Oro en 14 ocasiones más, pero después de la temporada de 2012, sus constantes lesiones en la rodilla lo llevarían a un bajo rendimiento.
Jugó con los New York Yankees hasta el año de 2016, temporada en la cual decidió retirarse del béisbol profesional, después de no recibir un nuevo contrato.